# Иванова, Галина Михайловна
Гали́на Миха́йловна Ивано́ва (род. 24 сентября 1953, Лесозаводск) — российский историк, специалист в области социальной истории СССР и истории политических репрессий. Доктор исторических наук (2002), главный научный сотрудник ИРИ РАН.

## Биография
В 1973—1978 годах обучалась на дневном отделении исторического факультета МГУ им. М. В. Ломоносова по специальности «история». С 1983 по 1986 год — в очной аспирантуре Института истории СССР АН СССР (ныне Институт российской истории РАН) по специальности «история СССР», после чего была оставлена на научной работе в Институте. В 1988 году защитила кандидатскую диссертацию «Социальная политика Советской власти в области охраны труда, ноябрь 1917—1920 гг.», в 2002 году — докторскую диссертацию «ГУЛАГ в советской государственной системе: конец 1920-х — середина 1950-х годов». Старший, ведущий, ныне главный научный сотрудник Центра социальной истории России ИРИ РАН, член учёного совета Института.
C 1995 года преподавала в Европейском университете права (с 1996 — профессор кафедры истории и теории государства и права), разработала и читала авторские курсы лекций по истории государства и права России, всеобщей истории государства и права (зарубежных стран), теории государства и права, политологии. Участвовала в Третьей Российской летней школе по гендерным исследованиям «АЗОВ-98». С 2014 года работает в Музее истории ГУЛАГа: заместитель директора по науке, руководитель научно-исследовательского отдела.
Член правления Российской секции Международного общества прав человека. По приглашению Е. Г. Боннэр, вдовы А. Д. Сахарова, вошла в Экспертно-консультативный совет Музея и общественного центра им. А. Сахарова, также являлась лектором и членом жюри Всероссийского конкурса учителей «История политических репрессий и сопротивления несвободе в СССР», который ежегодно проводился Сахаровским центром с 2000 года.
Отмечена рядом общественных наград: лауреат первого конкурса научных проектов «Российские общественные науки: новая перспектива», грантополучатель Московского общественного научного фонда и Фонда Форда (1994); диплом и премия Московского центра гендерных исследований за работу «Женщины в заключении: историко-правовой аспект» (1998); грамота конкурса работ памяти митрополита Макария (1999); научная стипендия Президиума Российской академии наук (2000—2003); лауреат Всероссийского конкурса «Права человека», первый приз в номинации «Права человека. История» (2001).

## Научная деятельность
В сферу исследовательских интересов Г. М. Ивановой входят политическая и социально-экономическая история России во второй половине ХIХ — XX веках; история ГУЛАГа и политических репрессий в СССР; права человека; история и теория государства и права; экономика принудительного труда; социальная политика в СССР. Впервые изучила деятельность специальных лагерных судов в послевоенном СССР.
Германская служба академических обменов выделяла Г. М. Ивановой стипендию для стажировки в Международном обществе прав человека (Франкфурт-на-Майне), чтения лекций в университетах Гейдельберга и Марбурга (2002, 2004). В 2003, 2006 и 2007 годах по приглашению Немецкого научно-исследовательского общества проходила стажировку в отделении восточноевропейской истории Марбургского университета, где читала лекции и консультировала студентов и докторантов.
В 2005 и 2011 годах была приглашена Институтом истории европейского права на стажировку во Франкфурт для работы над научным проектом «Лагерная юстиция в СССР. 1945—1954». В 2008 году стажировалась на историческом факультете Рурского университета в Бохуме, в 2010 году — в Гёттингенском университете.
В 2010-е годы разрабатывала научные темы «Советские реформы в сфере образования и их социально-экономические последствия (1954—1964)» и «Уголовные преследования несовершеннолетних в период сталинизма (1930—1953 гг.)» (при поддержке Научного общества им. Макса Планка).

## Основные работы
Книги
- ГУЛАГ в системе тоталитарного государства. — М.: МОНФ, 1997. — 228 с.
  - Labor Camp Socialism: The Gulag in the Soviet Totalitarian System. — New York, London: M.E. Sharpe, 2000. — 208 p. (переизд. 2014).
  - Der GULag im totalitären System der Sowjetunion. — Berlin: Reinhold Schletzer Verlag, 2001. −211 S;
- История ГУЛАГа, 1918—1958: Социально-экономический и политико-правовой аспекты. — М.: Наука, 2006. − 438 с;
- На пороге «государства всеобщего благосостояния». Социальная политика в СССР (середина 1950-х — начало 1970-х годов). — М.: ИРИ РАН, 2011. — 284 с.
  - Entstalinisierung als Wohlfahrt. Sozialpolitik in der Sowjetunion 1953—1970. — Frankfurt/New York, 2015 (в соавт. с Ш. Плаггенборгом);
- История ГУЛАГа: 1918—1958. — М.: РОССПЭН, 2015. — 415 с. (в сер. «История сталинизма»).
  - 2-е изд., перераб. и дополн. — М.: Издательская программа Музея истории ГУЛАГа и Фонда Памяти, 2023. — 448 с.
- Советская школа в 1950—1960-е годы. — М.: Фонд «Московское время», 2018. — 432 с. (рецензия В. В. Тихонова)

Статьи и главы в коллективных трудах
- Предисловие и комментарии // Садуль Ж. Записки о большевистской революции: Октябрь 1917 — январь 1919. — М.: Книга, 1990. — С. 3-13; 388—400;
- Михаил Павлович Томский в 1917 г. (Очерк политической деятельности) // Отечественная история: проблемы, поиски, суждения / отв. ред. Н. Н. Виноградов. — М.: Луч, 1992. — С.138-177;
- Профсоюзы: независимость или огосударствление // Формирование административно-командной системы: 20-е — 30-е годы. Сборник статей / отв. ред. В. П. Дмитренко. — М.: Наука, 1992. — С. 95—115;
- ГУЛАГ в экономической и политической жизни страны // СССР и холодная война / под ред. В. С. Лельчука[англ.], Е. И. Пивовара. — М.: Мосгорархив, 1995. — С. 203—248;
- ГУЛАГ как социальный феномен советского общества // Социальные реформы в России: теория и практика / под ред. В. С. Лельчука и др. — М.: Институт молодёжи, ИРИ РАН, 1995. — Вып. 1. — С. 35—49;
- ГУЛАГ в системе тоталитарного государства // Доклады Института российской истории РАН. 1995—1996 гг. / отв. ред. А. Н. Сахаров. — М.: ИРИ РАН, 1997. — С. 163—188;
- ГУЛАГ: государство в государстве // Советское общество: возникновение, развитие, исторический финал: В 2-х т. Т. 2. Апогей и крах сталинизма / под общ. ред. Ю. Н. Афанасьева. — М.: РГГУ, 1997. — С. 209—272;
- Как и почему стал возможен ГУЛАГ // ГУЛАГ: его строители, обитатели и герои / (Россия — по дорогам фанатизма и мученичества) / под ред. И. В. Добровольского. — М.- СПб.: Норма, МОПЧ, 1998. — С. 5—68;
- Послевоенные репрессии и ГУЛАГ // Сталин и холодная война / отв. ред. А. О. Чубарьян. — М.: ИВИ РАН, 1998. — С. 254—273;
- «Verdächtige Personen sind in ein Konzentrationslager einzusperren…» // Berliner Debatte INITIAL. — 1998. — № 5. — S.78—84;
- Раздел I, главы 1-6 // ГУЛАГ: его строители, обитатели и герои / (Раскулачивание и гонение на Православную Церковь пополняли лагеря ГУЛАГа) / под ред. И. В. Добровольского; отв. ред. В. М. Новицкий. — Франкфурт/Майн — М.: Международное общество прав человека, 1999. — С. 11—128. (2-е изд.: М., 2001);
- ГУЛАГ ушёл, зона осталась // Между прошлым и будущим. Сб. статей / сост. и ред. В. М. Оскоцкий. — М.: Независимое изд-во «Пик», 1999. — С. 375—386;
- Женщины в заключении (историко-правовой аспект) // Женщина. Гендер. Культура / отв. ред. З. А. Хоткина, Н. Л. Пушкарёва, Е. И. Трофимова. — М.: МЦГИ, 1999. — С. 270—284;
- Исторические корни нарушения прав человека в СССР // Ты и государство / Сост. И. Щекотова; ред. Я. Дайреджиева. — М.: Полинформ-Талбури, 1999. — С. 20—42;
- Репрессивная система и карательная политика государства // Власть и общество в СССР: политика репрессий (20-40-е годы) / редкол.: В. П. Дмитренко, Г. Б. Куликова, Л. В Ярушина. — М.: ИРИ РАН, 1999. — С. 165—192;
- GULAG und Stalinsche Repressionen nach dem Zweiten Weltkrieg // Berliner Debatte INITIAL. — 1999. — № 1. — S. 102—112;
- Каторга и ссылка // Горелов О. И. Цугцванг Михаила Томского. — М.: РОССПЭН, 2000. — С. 32—54;
- Пенитенциарная «зона» // Государственная служба. — 2000. — № 1. — С. 29—40;
- ГУЛАГ языком документов // Новая и новейшая история. — 2001. — № 4. — С. 149—154;
- Зарождение гражданского самосознания в СССР; Исторические корни нарушений прав человека в России // Ценности гражданского общества и личность / сост. А. И. Михайлова, отв. ред. Р. Г. Апресян. — М.: Музей и общественный центр им. А. Сахарова, Гардарики, 2001. — С. 56—69;
- Законодательная база советской репрессивной политики; Жизнь и борьба за колючей проволокой // История политических репрессий и сопротивления несвободе в СССР: книга для учителя / под ред. В. В. Шелохаева. — М.: Мосгорархив, 2002. — С. 39—82, 179—214;
- Abschnitt 1. Wie und warum konnte der GULAG entstehen? // Schwarzbuch GULAG. Die sowjetischen Konzentrationslager. — Graz — Stuttgart: Leopold Stocker Verlag, 2002. — S. 13—125;
- Лагерная юстиция в СССР. 1944—1954 // Труды Института российской истории. Вып. 4 / отв. ред. А. Н. Сахаров. — М.: Наука, 2004. — С. 287—308;
- Eine unbekannte Seite des GULag: Lagersondergerichte in der UdSSR (1945—1954) // Jahrbücher für Geschichte Osteuropas. — Band 53 (2005). — Heft 1. — S. 25—41;
  - Soviet Camp Justice: 1945-54 // Sudebnik / Edited by William E. Butler. 2006. — Vol. 11. — Issue 2. — P. 263—287;
- Международные организации против принудительного труда в СССР (конец 1940-х — начало 1950-х годов) // Отечественная история. — 2006. — № 6. — С. 133—138;
- Sądownictwo obozowe w ZSRR w latach 1945—1954 // Represje sowieckie wobec narodów Europy 1944—1956 / red. Dariusz Rogut, Arkadiusz Adamczyk[пол.]. — Zelów, 2006. — C. 147—162;
- «О, люди, люди с номерами! Вы были люди, не рабы» // Режимные люди в СССР / отв. ред. Т. С. Кондратьева, А. К. Соколов. — М.: Российская политическая энциклопедия (РОССПЭН); Фонд первого Президента России Б. Н. Ельцина, 2009. — С. 165—183;
- Советские концентрационные лагеря в годы Гражданской войны // XX век в российской истории: проблемы, поиски, решения. Труды Центра «Россия, СССР в истории XX века» ИРИ РАН. — Вып. 1. — М., 2010. — С. 110—129;
- Романов Р. В., Иванова Г. М. Музей ГУЛАГа // Россия и современный мир. — 2015. — № 2 (87). — С. 214—220.
- Образовательные стратегии молодежи в СССР в 1950—1960-е годы // Историческая и социально-образовательная мысль. — 2021. — T. 13. — № 4. — С. 37—52.
- Образовательная реформа 1958 года и общественные дискуссии о путях развития высшей школы в СССР // Историческая и социально-образовательная мысль. — 2023. — T. 15. — № 1. — С. 55—75.